# Pristis
Pristis is een geslacht van zaagvissen in de familie Pristidae. Het geslacht kent zes soorten.
Alle soorten binnen het geslacht worden door IUCN gezien als "critically endangered" (kritiek).

## Soorten
- Pristis clavata Garman, 1906 – Dwergzaagvis
- Pristis microdon Latham, 1794 – Groottandzaagvis
- Pristis pectinata Latham, 1794 – Kleintandzaagvis
- Pristis perotteti Müller & Henle, 1841 – Groot-tandzaagvis
- Pristis pristis  (Linnaeus, 1758) – Gewone zaagvis
- Pristis zijsron Bleeker, 1851 – Langkamzaagvis